# 海灣群島
海灣群島（英語：Gulf Islands）是位於加拿大英屬哥倫比亞省乔治亚海峡的群島。名稱來自喬治·溫哥華對乔治亚海峡的稱呼「乔治亚灣」。面積最大的島嶼為鹽泉島。

## 外部連結
- 海灣群島國家公園保護區 （页面存档备份，存于）（英文）